# Kanton Moncontour (Vienne)
Kanton Moncontour (fr. Canton de Moncontour) je francouzský kanton v departementu Vienne v regionu Poitou-Charentes. Skládá se z 10 obcí.

## Obce kantonu
- Angliers
- Aulnay
- La Chaussée
- Craon
- La Grimaudière
- Martaizé
- Mazeuil
- Moncontour
- Saint-Clair
- Saint-Jean-de-Sauves